# リリミエスタ
『リリミエスタ』は、2007年3月23日にSMEEから発売されたアダルトゲームであり、HOOKのサブブランドであるSMEEのデビュー作である。

## 内容
本作は「地上」と「天上」に分かれた世界を舞台としており、どちらかで死んだ人間がもう一方で転生する輪廻転生が繰り返されるという仕組みである。その仕組みを維持するには、地上の人間の感謝の心のエネルギーである「フェリチタ」が必須だった。
天上には「フェリチタ」を収集する「アリア・クラーレ」という組織があり、その候補生である主人公・守島 友春が現地実習のために地上へ舞い降りる。天上人には元々物体を浮遊させるなどの特殊能力があり、友春もまたサイコメトリーを持っていたが、実習先として転入した全寮制の明風学園は自由な校風ゆえ個性的な人々が多く、彼の特殊能力も個性として受け入れられていた。
本作のジャンルは「シナリオ進行判定型AVG」であり、40を超える複数のミニシナリオで構成されている。どのシナリオから始めるかはプレイヤーの任意である。また、シナリオの中には主人公以外のキャラクターの視点で描かれるものもある。

## 登場人物
守島 友春
本作の主人公である天上人。
逢坂 菜桜子
声：寧々
友春の幼馴染。
菊池 ひな
声：南見ちはる
地上人の少女。頼りにされたいという気持ちが強く、無条件に頼みごとを引き受けることが多いことに加え、他者の悪意に疎い。
西園寺 桃佳
声：榎津まお
友春らの先輩に当たる天上人。
東雲 藍里
声：海老ゆめる
友春らに同行した天上人。非常に無口で、常に持ち歩いているぬいぐるみの「山田さん」が代わりに話すことが多い。
涼原 綾乃
友春たちの監視役として明風学園に教師として来た天上人。世界史を担当している。
広鐘 都
友春らの後輩。内気な性格をしている一方、幼馴染の裕に恋している。
青井 裕
友春のルームメイト。また、都とは幼馴染であり、大切な存在として認識している。
かわいらしい女の子を見るととりあえず口説くのが礼儀だと思っている。お調子者で問題発言も多い。
双葉 ＆ 篤
明風学園のある桜ヶ瀬市在住の子どもたち。双葉は他人に親切な女の子である。一方、男の子の篤は、ひねくれた性格をしており、同様の性格をした友春とは仲が悪い。
藤沢 十兵衛
桜ヶ瀬市の山に住む老人。町の歴史には詳しい反面、山を下りては女性たちにセクハラをするため悪目立ちしている。
シンディ・ヘリアンサス
友春たちの同級生である、メキシコ生まれのアメリカ人。複数の部活を補助する「助っ人部」に所属している。
小御苗 広美
友春たちの同級生。真の「漢」をめざすものの、かわいらしい見た目と名前のせいで裕たちにからかわれやすい。

## 制作
HOOKのサブブランドであるSMEEは、HOOK代表の亜佐美晶が、アダルトゲーム業界を去ろうとしていた宅本うとを引き留める形で誕生した。宅本はHOOK本体の活動の妨げにならぬよう、外注スタッフを多く起用しようと考えたものの、宅本は原画家出身であり、ディレクターとしての経験がなく、スタッフィングのノウハウもなかった。一時はHOOKとの違いを出すため凌辱ものを出すことも考えたが、宅本はそのような作品を作ったことがなかった。最終的には、外注スタッフをまとめるためには宅本がイメージしやすいものがよいということと、同時期に誕生したサブブランド「TJR」が重い内容の作品を扱っていたため、純愛もので行くことになった。
純愛系と決まった後、HOOKにはできないことをということでバトルものにしようと考えらえたが、予算がHOOK作品を上回ることが判明したため、企画を練り直す羽目になった。
1作目ということで、宅本は自分の魂を込めようと思い、ゲーム制作に際して忘れるべきではないもの、ということで「感謝の気持ち」をテーマに据え、「ありがとう」をキーワードにした。宅本は作品の中身がぐちゃぐちゃで、売りにくいと言われてしまったと、ニュースサイト「Game Headline」とのインタビューの中で述懐している。

## スタッフ
- 原画：日向恭介[1]

## 反響
公式ホームページで行われたキャラクター人気投票は右表の通り。
| 1位 | 逢坂 菜桜子            |
| --- | ---------------------- |
| 2位 | 山田さん               |
| 3位 | 菊池ひな               |
| 4位 | シンディ・ヘリアンサス |
| 5位 | 西園寺桃佳             |